# Jean-Claude Pagal
Jean-Claude Pagal (ur. 15 września 1964 w Jaunde) – piłkarz, grał na pozycji obrońcy. Jest Kameruńczykiem, ale posiada także obywatelstwo francuskie.

## Życiorys
Swoją karierę zaczynał w RC Lens i grał w tym klubie aż przez siedem lat, rozgrywając 119 meczów w których zdobył 4 gole. Następnie przeszedł do La Roche-sur-Yon Vendee, jednak pograł tam tylko sezon i przeniósł się do AS Saint-Etienne, gdzie spotkał swojego rodaka, Josepha-Antoine'a Bella. W barwach "Zielonych" pięć razy wpisał się na listę strzelców (jedna bramka w Pucharze Ligi). Grał tam trzy lata, a w sezonie 1993/1994 przeniósł się do FC Martigues. Kolejnym jego klubem była Club América. Występował w jednym składzie ze swoim przyjacielem François Omamem-Biyikiem, a jego kariera zbliżała się ku końcowi. Później grał jeszcze w belgijskim RFC Seraing, a na końcu w Carlisle United, Chengdu Wuniu, Sliemie Wanderers oraz Tiko United FC i był to ostatni klub w jego karierze.
W kadrze narodowej rozegrał 20 meczów, strzelając 1 bramkę. Ma za sobą udział w Mistrzostwach Świata w 1982 roku. Brał udział w trzech meczach na tym Mundialu, z Rumunią (wszedł w 69 minucie za Emmanuela Kundé), z ZSRR (wszedł w 57 minucie za Cyrille Makanaky'ego) i z Anglią (cały mecz). Reprezentował swój kraj podczas Pucharu Narodów Afryki w 1992 roku, a reprezentacja Kamerunu zajęła 4. miejsce, w meczu o brąz przegrywając z Nigerią.
Jean-Claude Pagal skończył studia sofrologii.
| Sezon   | Klub                     | Kraj    | Flaga   | Rozgrywki        | Mecze | Bramki |
| ------- | ------------------------ | ------- | ------- | ---------------- | ----- | ------ |
| 1982/83 | RC Lens                  | Francja | Francja | Ligue 1          | 1     | 0      |
| 1983/84 | RC Lens                  | Francja | Francja | Ligue 1          | 3     | 0      |
| 1984/85 | RC Lens                  | Francja | Francja | Ligue 1          | 7     | 0      |
| 1985/86 | RC Lens                  | Francja | Francja | Ligue 1          | 34    | 1      |
| 1986/87 | RC Lens                  | Francja | Francja | Ligue 1          | 30    | 1      |
| 1987/88 | RC Lens                  | Francja | Francja | Ligue 1          | 25    | 2      |
| 1988/89 | RC Lens                  | Francja | Francja | Ligue 1          | 19    | 0      |
| 1989/90 | La Roche Vendée Football | Francja | Francja | Ligue 1          | 26    | 0      |
| 1990/91 | AS Saint-Etienne         | Francja | Francja | Ligue 1          | 13    | 0      |
| 1991/92 | AS Saint-Etienne         | Francja | Francja | Ligue 1          | 25    | 2      |
| 1992/93 | AS Saint-Etienne         | Francja | Francja | Ligue 1          | 15    | 2      |
| 1993/94 | FC Martigues             | Francja | Francja | Ligue 1          | 15    | 2      |
| 1995/96 | Club América             | Meksyk  | Meksyk  | Primera División | 11    | 0      |
| 1995/96 | RFC Seraing              | Belgia  | Belgia  | Eerste Klasse    | 7     | 1      |
| 1997/98 | Carlisle United          | Anglia  | Anglia  | Division Two     | 1     | 0      |
| 1998    | Chengdu Wuniu            | Chiny   |         | II liga          | ?     | ?      |
| 2000/01 | Sliema Wanderers         | Malta   | Malta   | Premier League   | 4     | 0      |